# Alabama State Hornets

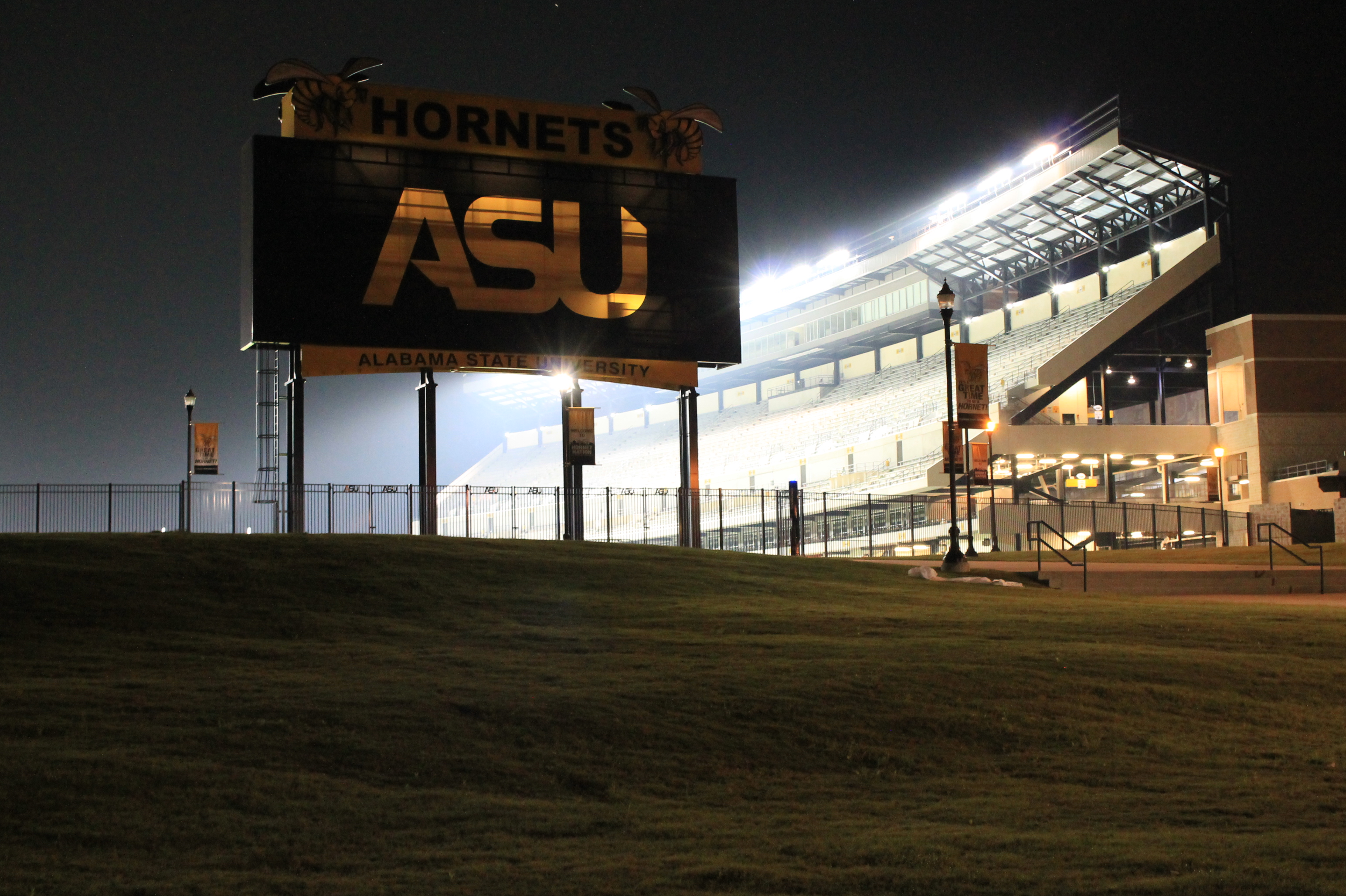
New ASU Stadium.

Alabama State Hornets (español: Abejorros de la Estatal de Alabama) es el equipo deportivo de la Universidad Estatal de Alabama, situada en Montgomery, Alabama. Los equipos de los Hornets participan en las competiciones universitarias organizadas por la NCAA, y forman parte de la Southwestern Athletic Conference. A los equipos femeninos se les denomina Lady Hornets.

## Programa deportivo
Los Hornets participan en las siguientes modalidades deportivas:
| - Masculino - Béisbol - Baloncesto - Fútbol americano - Golf - Tenis - Atletismo - Cross | - Femenino - Baloncesto - Golf - Tenis - Fútbol - Softball - Voleibol - Atletismo - Cross - Bolos |

### Baloncesto
Los Hornets solo han llegado en una ocasión al Torneo de la NCAA, en 2004, año en el que se proclamaron campeones de la Southwestern Athletic Conference. Cayeron en primera ronda ante Duke.
Solamente 2 de sus jugadores han llegado en alguna ocasión a jugar en la NBA, ninguno de ellos relevantes.